# 8-я армия (США)
8-я армия (англ. Eighth United States Army) — оперативное объединение (полевая армия) США, которая является командующим формированием всеми сухопутными войсками Соединённых Штатов в Южной Корее. 
Объединение командует подразделениями США и Южной Кореи и имеет штаб-квартиру в Кэмп-Хамфриз в Анжон-ри Пхёнтхэка. Это единственная полевая армия в Армии США.

## История

### Вторая мировая война
Объединение впервые было задействовано в Мемфисе, штат Теннесси 10 июня 1944 года в Соединённых Штатах под командованием генерал-лейтенанта Роберта Эйхельбергера. Восьмая армия принимала участие во многих десантных операциях на юго-западном Тихоокеанском театре Второй мировой войны, в конечном итоге участвовав не менее чем в шестидесяти из них. Первая операция 8-й армии в сентябре 1944 года состояла в том, чтобы сменить Шестую армию США на Новой Гвинее, Новой Британии, островах Адмиралтейства и на Моротае, чтобы освободить Шестую армию для участия в Филиппинской операции (1944—1945).
С 26 декабря 1944 года по 15 августа 1945 года Восьмая армия активно участвовала в отвоевании Филиппин — крупнейшей совместной кампании войны на Тихом океане. В совокупности пять операций «Виктор», начатых 8-й армией, приведут к освобождению южной и центральной частей Филиппинского архипелага — полных двух третей территории Филиппин. Восьмая армия последовала за Шестой армией в декабре 1944 года, когда 26 декабря она взяла под свой контроль операции на острове Лейте. В январе Восьмая армия вступила в бой на Лусоне, высадив 29 января XI корпус близ Сан-Антонио, а два дня спустя 11-ю воздушно-десантную дивизию на другом берегу Манильского залива. Объединившись с I корпусом и XIV корпусом Шестой армии, силы Восьмой армии затем охватили Манилу в большом движении с двойным захватом. Последней операцией Восьмой армии Тихоокеанском ТВД была операция по очистке южных Филиппин от японской императорской армии, в том числе на главном острове Минданао, которая занимала солдат Восьмой армии до конца войны.
С 19 февраля по 3 апреля 1945 года подразделения Восьмой армии (от команд размером с роту до оперативных групп уровня дивизии) провели четырнадцать крупных десантных операций и двадцать четыре незначительных высадки. В течение этого 44-дневного периода Восьмая армия в среднем высаживала десант каждые полтора дня. Впоследствии она получила прозвище «Восьмая амфибия» («Amphibious Eighth») — намек на его участие в более чем шестидесяти десантных операциях во время Второй мировой войны.

### Оккупация Японии
В то время как боевые действия на Филиппинах всё ещё продолжались, Восьмая армия одновременно начала подготовку к операции «Падение» — вторжению в Японию. Однако с внезапной капитуляцией Японской империи 15 августа 1945 года миссия Восьмой армии перешла от завоевания к оккупации, и именно «Восьмая десантная» привела оккупационную армию в Японию. 31 декабря 1945 года Шестая армия была освобождена от оккупационных обязанностей, а Восьмая армия взяла на себя расширенную роль в оккупации, которая включала в себя сложные задачи разоружения, демилитаризации и демократизации. Эти миссии были безупречно выполнены Восьмой армией на оперативном уровне, и именно военная оккупация Японии обеспечила экономическое восстановление и политическую демократизацию этого островного государства.

### Корейская война
С началом военных действий в Корее 25 июня 1950 года Восьмая армия столкнулась с ещё одной серьёзной проблемой.
Из-за тактической ситуации, которая существовала в течение первых шести недель Корейской войны, сухопутные войска Республики Корея и США были вынуждены провести операцию по экономии сил. Изначально рискованная и труднореализуемая при самых благоприятных обстоятельствах, серия задержек и отводов войск определила усилия РК и США на ранних этапах Корейской войны. Не имея возможности выиграть время, генерал-лейтенант Уолтон Х. Уокер (командующий Восьмой армией) приказал своёму командованию отойти за реку Нактонган и занять оборонительную позицию, ориентированную на удержание местности. 1 августа 1950 года был организован оборонительный периметр (названный журналистами «Пусанским периметром»). Успешная оборона Пусанского периметра стала решающим моментом в Корейской войне; она подготовила почву для наступления ООН.
Прорыв из Пусанского периметра в сочетании с десантом в Инчхоне 15 сентября 1950 года привел к краху Корейской народной армии. Для всех практических целей КНА потерпела поражение, и любая надежда на продолжение войны с северокорейскими силами в одиночку была концепцией, совершенно не заслуживающей внимания. К 1 октября 1950 года Восьмая армия достигла 38-й параллели, а 9 октября она начала своё основное наступление через эту границу, возглавляемое 1-й кавалерийской дивизией и 1-й дивизией РК. 19 октября эти две дивизии захватили столицу Северной Кореи Пхеньян, а 24 ноября 1950 года Восьмая армия начала своё так называемое «наступление конца войны». Окончательная победа казалась неминуемой, но ситуация менялась с разрушительной внезапностью.
25 ноября полномасштабное вмешательство Китайской народной добровольческой армии изменило всю обстановку на войне и вынудило Восьмую армию и X корпус (которые в то время действовали независимо друг от друга) перейти к обороне. Используя преимущество внезапности и численного превосходства, КНДА предприняла несколько синхронизированных атак, которые в конечном итоге изгнали дружественные силы из Северной Кореи, и 4 января 1951 года Сеул в третий раз за шестимесячный период перешёл из рук в руки. Прежде чем она смогла организовать эффективную линию обороны, Восьмая армия отступила в общей сложности на 275 миль (442,57 км) (что квалифицируется как самое продолжительное отступление в военной истории США). Впоследствии среди рядовых был широко распространен «миф о миллионах китайцев в Корее», и распространились слухи об освобождении полуострова.
К середине января 1951 года Восьмая армия (теперь под командованием генерал-лейтенанта Мэтью Б. Риджуэя) предприняла серию весьма успешных атак с ограниченными целями. С акцентом на боковую безопасность эти операции были «ориентированы на силу», а не «ориентированы на местность». Любая захваченная территория была случайной для сближения с врагом и его уничтожения. 15 марта 1951 года Сеул был отбит в четвёртый и последний раз за время войны. К концу месяца Восьмая армия достигла 38-й параллели и три недели спустя установила сильные оборонительные позиции в двадцати милях от нее (в большинстве секторов главной линии сопротивления). К весне 1951 года обе противоборствующие стороны пришли к выводу, что вопрос достижения решающей военной победы более не является жизнеспособным вариантом, поскольку ни одна из сторон не хотела расширять масштабы конфликта.
Однако китайские коммунисты были полны решимости предпринять последнюю крупную попытку захватить Сеул. Как только это будет достигнуто, они будут выступать за прекращение огня. Имея в своих руках столицу Южной Кореи, коммунисты оказались бы в завидном положении для переговоров о перемирии, выгодном на их собственных условиях. Пятая фаза китайского наступления (22 апреля — 8 июля 1951 года) квалифицировалась как крупнейшая наземная операция Корейской войны. В ходе этой двухэтапной кампании Китайская народная добровольческая армия с треском провалилась в достижении своёй главной цели и понесла катастрофические потери в процессе. К лету 1951 года ситуация на местах переросла в сдерживающую акцию. Таким образом, воюющим сторонам казалось взаимовыгодным начать переговоры и перенести тупиковую военную ситуацию за стол переговоров.
История переговоров о перемирии во время Корейской войны началась 10 июля 1951 года, и после двух лет запутанного, многословного и раздражающего диалога 27 июля 1953 года было, наконец, заключено перемирие, формально приостановившее полномасштабные военные действия на полуострове. Когда начался период после перемирия, Восьмая армия оказала помощь Республике Корея в усилиях по оказанию чрезвычайной помощи и восстановлению, и она продолжает играть важную роль в общей обороне Южной Кореи. Сегодня нет никаких свидетельств того, что Северная Корея отказалась от своёго варианта объединения полуострова силой оружия.

### Дальнейшее пребывание в Корее
Для усиления и поддержания выполнения миссии структура сил Восьмой армии неоднократно трансформировалась с момента её создания. Во время Второй мировой войны она сражалась на Тихоокеанском театре военных действий в качестве полевой армии. Сразу после Второй мировой войны Восьмая армия служила в Японии в качестве оккупационной армии. Во время Корейской войны Восьмая армия служила как полевой армией, так и армией театра военных действий, и на протяжении всего преобладания холодной войны она оставалась в основном армией театра военных действий. 20 ноября 1954 года оно было объединено с Силами Армии США на Дальнем Востоке (US Army Forces Far East, AFFE)) в качестве главного армейского командования в регионе. 1 июля 1957 года AFFE были расформированы, и Вооружённые силы Соединённых Штатов в Корее (United States Forces Korea (USFK)) были официально созданы; таким образом, Восьмая армия была объединена с USFK и командованием Организации Объединённых Наций (UNC) со штаб-квартирой в Сеуле.
7 ноября 1978 года генерал Джон У. Весси-младший принял командование недавно созданным Объединённым командованием Вооружённых сил РК и США (ROK-US Combined Forces Command), одновременно являясь командующим UNC и USFK и командующим генералом Восьмой армии. 1 декабря 1992 года Восьмая армия вернулась к трехзвездочному командному званию и была отделена от UNC/USFK/CFC. 13 марта 1998 года Восьмая армия была назначена Командованием обслуживающих компонентов (Service Component Command) для USFK. Этот статус был отменён 23 января 2012 года, когда Восьмая армия была переименована в Полевой армейский штаб оперативного уровня (operational-level Field Army Headquarters). Восьмая армия перенесла свой штаб из Йонсана в Кэмп-Хамфриз летом 2017 года.

## Состав

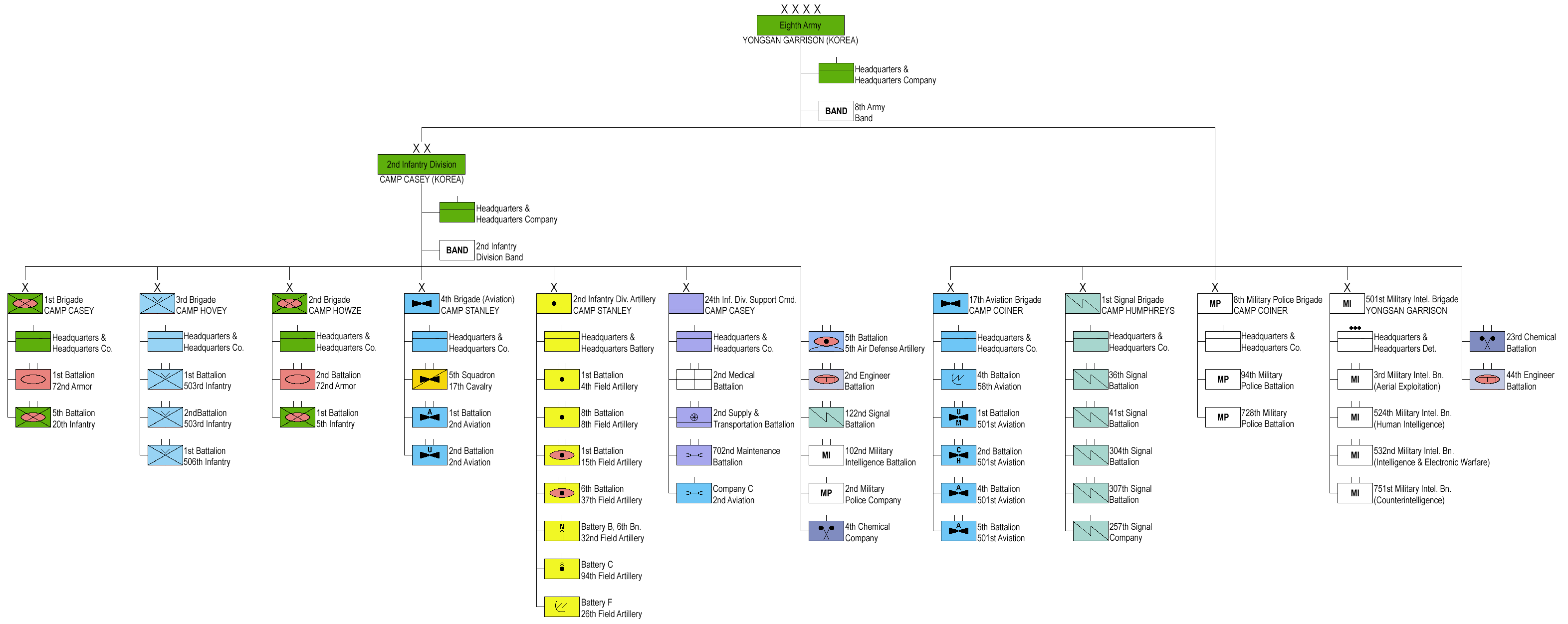
Состав 8-й армии на 1989 год.
Состав 8-й армии на 2023 год.

- Управление армии (Eighth Army Headquarters and Headquarters Battalion) (Кэмп-Хамфриз)[5]
- 2-я пехотная дивизия (2d Infantry Division (Joint United States and South Korean Army))
  - Объединёный штаб 2-й пехотной дивизии и СВ РК (2d Infantry Division Combined Division Staff (Joint United States and South Korean Army))
  - Управление дивизии (Headquarters and Headquarters Battalion)
  - Ротируемая бронетанковая бригада (Rotational Armored Brigade Combat Team)
  - 210-я артиллерийская бригада (210th Field Artillery Brigade)
    - Управление (Headquarters and Headquarters Battery)
    - 1-й дивизион 38-го артиллерийского полка (1st Battalion, 38th Field Artillery Regiment)
    - 6-й дивизион 37-го артиллерийского полка (6th Battalion, 37th Field Artillery Regiment)
    - Ротируемый реактивный артиллерийский дивизион на M270 (Rotational M270 MLRS Field Artillery Battalion)
    - 70-й батальон материально-технического обеспечения (70th Brigade Support Battalion)

  - Бригада армейской авиации 2-й пехотной дивизии (Combat Aviation Brigade, 2d Infantry Division)[6]
    - Управление (Headquarters and Headquarters Company)
    - 2-й вертолётный батальон (штурмовой) 2-го авиационного полка (2d Battalion (Assault), 2d Aviation Regiment)
    - 3-й вертолётный батальон (основной поддержки) 2-го авиационного полка (3d Battalion (General Support), 2d Aviation Regiment)
    - 4-й вертолётный батальон (ударный) 2-го авиационного полка (4th Battalion (Attack), 2d Aviation Regiment)
    - 5-й вертолётный батальон (ударно-разведывательный) 17-го кавалерийского полка (5th Squadron (Attack/Reconnaissance), 17th Cavalry Regiment)
    - Рота Е 2-го авиационного полка (MQ-1C Gray Eagle) (Company E, 2d Aviation Regiment (MQ-1C Gray Eagle))
    - 602-й батальон тылового обеспечения (602d Aviation Support Battalion)

  - Бригада поддержки 2-й пехотной дивизии (2nd Infantry Division Sustainment Brigade)
    - Управление (Headquarters and Headquarters Company)
    - Батальон специальных войск (Special Troops Battalion)
    - 194-й батальон материально-технического обеспечения (194th Combat Sustainment Support Battalion)
- 1-я бригада связи, подчинённая 311-му командованию связи (1st Signal Brigade, subordinate to 311th Signal Command / US Army Pacific)
  - Управление (Headquarters and Headquarters Company)
  - Директорат деятельности в области коммуникационных информационных систем в Тихоокеанском регионе (United States Army Communications Information Systems Activity, Pacific)[7]
  - 41-й батальон связи (41st Signal Battalion)
  - 304-й экспедиционный батальон связи (304th Expeditionary Signal Battalion)
- 19-е экспедиционное командование поддержки (19th Expeditionary Sustainment Command)[8]
  - Управление (Headquarters and Headquarters Company)
  - 94-й батальон военной полиции (94th Military Police Battalion)
  - Командование материального обеспечения в Корее (Materiel Support Command Korea)
    - 6-й батальон боеприпасов (6th Ordnance Battalion)
    - 25-й транспортный батальон (25th Transportation Battalion)
    - 498-й батальон материально-технического обеспечения (498th Combat Sustainment Support Battalion)
    - Корейский корпус обслуживания (Korean Service Corps)
- 35-я бригада ПВО (35th Air Defense Artillery Brigade)
  - Управление (Headquarters and Headquarters Battery)
  - 2-й дивизион 1-го полка ПВО (Patriot) (2d Battalion, 1st Air Defense Artillery Regiment (Patriot))
  - 6-й дивизион 52-го полка ПВО (Patriot) (6th Battalion, 52d Air Defense Artillery Regiment (Patriot))
  - Противоракетная батарея «Д» 2-го полка ПВО (THAAD) (Battery D, 2d Air Defense Artillery Regiment (THAAD))
- 65-я медицинская бригада (65th Medical Brigade)
  - Управление (Headquarters and Headquarters Company)
  - 549-й госпитальный центр (549th Hospital Center)
  - 168-й медицинский батальон (многофункциональный) (168th Medical Battalion (Multifunctional))
  - 618-я стоматологическая рота (618th Dental Company)
  - 106-й медицинский отряд (ветеринарный) (106th Medical Detachment (Veterinary Specialist Services))
  - Медицинский центр материального обеспечения в Корее (U.S. Army Medical Materiel Center — Korea)
- 501-я бригада военной разведки (501st Military Intelligence Brigade)
  - Управление (Headquarters and Headquarters Company)
  - 3-й батальон военной разведки (3d Military Intelligence Battalion)
  - 368-й батальон военной разведки (Резерв Армии США) (368th Military Intelligence Battalion (US Army Reserve), at Parks Reserve Forces Training Area, California)
  - 524-й батальон военной разведки (524th Military Intelligence Battalion)
  - 532-й батальон военной разведки (532d Military Intelligence Battalion)
  - 719-й батальон военной разведки (719th Military Intelligence Battalion)
- Батальон охраны ООН (United Nations C Security Battalion, Joint Security Area)
- Корейский полевой офис (Korean Field Office)
- Подразделение связи армейских сил специальных операций в Корее (Army Special Operations Forces Liaison Element, Korea)
- Объединенная группа США по военным вопросам (Joint United States Military Affairs Group, Korea)
- Академия унтер-офицеров 8-й армии (Eighth Army Non-Commissioned Officers Academy)
- Директорат по обеспечению учебного процесса (Training Support Activity, Korea)
- 11-й инженерный батальон, подчинённый 130-й инженерной бригаде (11th Engineer Battalion, subordinate to 130th Engineer Brigade / US Army Pacific)
- 23-й химический батальон (23rd Chemical Battalion)
- 4-й батальон аэродромных операций (4th Airfield Operations Battalion, 58th Aviation Regiment)
- 2501-й отряд цифровой связи (2501st Digital Liaison Detachment)
- 2502-й отряд цифровой связи (2502d Digital Liaison Detachment)
- 3-й отряд координации на поле боя (3d Battlefield Coordination Detachment)
- Дальневосточный район Корпуса инженеров США (United States Army Corps of Engineers, Far East District)
- Оркестр 8-й армии (Eighth Army Band)